# Малютин, Александр Фёдорович
Александр Фёдорович Малютин (март 1910, пос. Глуховский комбинат Ногинского района МО — 24.05.1968, Москва) — советский конструктор корабельной радиоэлектронной аппаратуры, лауреат Сталинской премии.
Окончил Московский рабфак связи (1931).
В 1931—1936 конструктор НИИ НК связи. В 1936—1937 руководитель группы в ОКБ РККА.
В 1938—1968 гг. работал в НИИ-10: старший конструктор, старший инженер-конструктор, ведущий инженер-конструктор, начальник конструкторского сектора.
Разработчик оборудования для РЛС «Зарница».
Сталинская премия 1949 года — за разработку в области военной техники.
Награждён орденом Трудового Красного Знамени и двумя медалями.